# Secretaria de Estado de Justiça e Segurança Pública de Mato Grosso do Sul
| Secretaria de Justiça e Segurança Pública                                      |                                |
| Avenida do Poeta, s/n - Parque dos Poderes, bloco 6 Campo Grande, MS Sejusp-MS |                                |
| Criação                                                                        | 1 de janeiro de 1979 (46 anos) |
| Atual secretário                                                               | Antônio Carlos Videira         |

A Secretaria de Estado de Justiça e Segurança Pública de Mato Grosso do Sul (Sejusp) é o órgão estadual que presta assistência jurídica aos municípios, supervisiona as ações dos servidores e executa a política estadual de segurança pública. É uma das nove secretarias que integram o Governo de Mato Grosso do Sul.

## História
Foi criada em 1º de janeiro de 1979, quando o estado foi oficialmente instalado, sob a denominação de Secretaria de Estado de Justiça. Em 1990, a pasta foi fundida com as secretarias de Trabalho e de Ação Comunitária, passando a ser designada como Secretaria de Estado de Justiça, Trabalho e Ação Social. No ano seguinte, passou a ser nomeada apenas como Secretaria de Estado de Justiça e Trabalho.
No ano de 1996, adotou a denominação de Secretaria de Estado de Cidadania, Justiça e Trabalho. Já em 1999, passou a ser designada como Secretaria de Estado de Justiça e Cidadania. A partir de 2000, a pasta é fundida com a secretaria de Segurança Pública e adota a denominação atual.

## Atribuições
Entre as competências da Sejusp, estão o acompanhamento e a apuração das ações ou omissões de agentes públicos, civis ou militares; execução da política de segurança pública e da Lei de Execuções Penais; combate às drogas; aplicação e proposição de normas para leis de trânsito; e a formação e capacitação dos integrantes da Polícia Militar, da Polícia Civil, do Corpo de Bombeiros, do pessoal da segurança penitenciária, além de guardas municipais e dos agentes de segurança particular, por meio de remuneração ou solicitação das prefeituras.
Sob gestão da Sejusp, estão a Polícia Militar, Polícia Civil, Corpo de Bombeiros, Agência Estadual de Administração do Sistema Penitenciário (Agepen) e o Departamento Estadual de Trânsito (Detran-MS).

## Lista de secretários
| Nº | Nome                      | Início do mandato       | Fim do mandato          | Governador                 | Notas e referências         | Órgão                                                   |
| 1  | Nelson Fontoura           | 1º de janeiro de 1979   | 12 de junho de 1979     | Harry Amorim Costa         | [ 3 ] [ 10 ] [ 11 ]         | Secretaria de Estado de Justiça                         |
| 1  | Nelson Fontoura           | 13 de junho de 1979     | 30 de junho de 1979     | Londres Machado (interino) | [ 3 ] [ 10 ] [ 11 ]         | Secretaria de Estado de Justiça                         |
| 2  | João Leite Schimidt       | 30 de junho de 1979     | 28 de outubro de 1980   | Marcelo Miranda            | [ 12 ] [ 13 ] [ 14 ]        | Secretaria de Estado de Justiça                         |
| 2  | João Leite Schimidt       | 28 de outubro de 1980   | 6 de novembro de 1980   | Londres Machado (interino) | [ 12 ] [ 13 ] [ 14 ]        | Secretaria de Estado de Justiça                         |
| 3  | Nelson Trad               | 7 de novembro de 1980   | 11 de fevereiro de 1982 | Pedro Pedrossian           | [ 15 ] [ 16 ]               | Secretaria de Estado de Justiça                         |
| 4  | Claudionor Abss Duarte    | 11 de fevereiro de 1982 | 14 de março de 1983     | Pedro Pedrossian           | [ 17 ] [ 18 ]               | Secretaria de Estado de Justiça                         |
| 5  | Juarez Marques Batista    | 15 de março de 1983     | 18 de fevereiro de 1986 | Wilson Barbosa Martins     | [ 19 ] [ 20 ]               | Secretaria de Estado de Justiça                         |
| 6  | Francisco Leal de Queiroz | 14 de maio de 1986      | 14 de março de 1987     | Ramez Tebet                | [ 21 ] [ 22 ]               | Secretaria de Estado de Justiça                         |
| 7  | Roberto Orro              | 15 de março de 1987     | 3 de janeiro de 1990    | Marcelo Miranda            | [ 23 ] [ 24 ]               | Secretaria de Estado de Justiça                         |
| 8  | Esacheu Nascimento        | 1º de março de 1990     | 22 de maio de 1990      | Marcelo Miranda            | [ 4 ]                       | Secretaria de Estado de Justiça, Trabalho e Ação Social |
| 9  | Dagoberto Nogueira Filho  | 22 de maio de 1990      | 14 de março de 1991     | Marcelo Miranda            | [ 25 ] [ 26 ] [ 27 ]        | Secretaria de Estado de Justiça, Trabalho e Ação Social |
| 10 | Augusto Correa da Costa   | 15 de março de 1991     | 22 de janeiro de 1992   | Pedro Pedrossian           | [ 28 ]                      | Secretaria de Estado de Justiça e Trabalho              |
| 11 | Newley Amarilla           | 22 de janeiro de 1992   | 31 de dezembro de 1994  | Pedro Pedrossian           | [ 29 ] [ 30 ]               | Secretaria de Estado de Justiça e Trabalho              |
| 12 | João Pereira da Silva     | 1º de janeiro de 1995   | 12 de fevereiro de 1998 | Wilson Barbosa Martins     | [ 31 ] [ 32 ]               | Secretaria de Estado de Cidadania, Justiça e Trabalho   |
| 13 | João José de Souza Leite  | 12 de fevereiro de 1998 | 31 de dezembro de 1998  | Wilson Barbosa Martins     | [ 33 ]                      | Secretaria de Estado de Cidadania, Justiça e Trabalho   |
| 14 | Celso Panoff Philbois     | 1º de janeiro de 1999   | 15 de dezembro de 1999  | Zeca do PT                 | [ 7 ]                       | Secretaria de Estado de Justiça e Cidadania             |
| 15 | Luiza Ribeiro             | 14 de fevereiro de 2000 | 26 de outubro de 2000   | Zeca do PT                 | [ 34 ] [ 35 ]               | Secretaria de Estado de Justiça e Cidadania             |
| 16 | Almir Silva Paixão        | 26 de outubro de 2000   | 31 de dezembro de 2002  | Zeca do PT                 | [ 8 ] [ 36 ]                | Secretaria de Estado de Justiça e Segurança Pública     |
| 17 | Dagoberto Nogueira Filho  | 1º de janeiro de 2003   | 30 de abril de 2004     | Zeca do PT                 | [ 37 ] [ 26 ] [ 27 ]        | Secretaria de Estado de Justiça e Segurança Pública     |
| 18 | Antônio Braga             | 30 de abril de 2004     | 31 de março de 2006     | Zeca do PT                 | [ 38 ] [ 39 ]               | Secretaria de Estado de Justiça e Segurança Pública     |
| ‒  | Raufi Marques             | 31 de março de 2006     | 31 de dezembro de 2006  | Zeca do PT                 | [ 40 ] [ 41 ]               | Secretaria de Estado de Justiça e Segurança Pública     |
| 19 | Wantuir Jacini            | 1º de janeiro de 2007   | 31 de dezembro de 2014  | André Puccinelli           | [ 42 ] [ 43 ] [ 44 ]        | Secretaria de Estado de Justiça e Segurança Pública     |
| 20 | Silvio Maluf              | 1º de janeiro de 2015   | 1º de abril de 2016     | Reinaldo Azambuja          | [ 45 ] [ 46 ]               | Secretaria de Estado de Justiça e Segurança Pública     |
| 21 | José Carlos Barbosa       | 1º de abril de 2016     | 19 de dezembro de 2017  | Reinaldo Azambuja          | [ 47 ] [ 48 ]               | Secretaria de Estado de Justiça e Segurança Pública     |
| 22 | Antônio Carlos Videira    | 20 de dezembro de 2017  | em exercício            | Reinaldo Azambuja          | [ 49 ] [ 50 ] [ 51 ] [ 52 ] | Secretaria de Estado de Justiça e Segurança Pública     |
| 22 | Antônio Carlos Videira    | 20 de dezembro de 2017  | em exercício            | Eduardo Riedel             | [ 53 ]                      | Secretaria de Estado de Justiça e Segurança Pública     |